# Bogdanovita
La bogdanovita és un mineral de la classe dels sulfurs. Rep el seu nom del geòleg rus Aleksei Alekseevich Bogdanov (1907-1971).

## Característiques
La bogdanovita és un sulfur de fórmula química (Au,Te,Pb)₃(Cu,Fe), dimorf de l'auricuprur. Va ser aprovada per l'Associació Mineralògica Internacional l'any 1978. Cristal·litza en el sistema isomètric, formant agregats de cristalls radials d'aproximadament 1 mil·límetre. També és normal trobar-la de manera massiva. La seva duresa a l'escala de Mohs és 4,5.
Segons la classificació de Nickel-Strunz, la bogdanovita pertany a «02.BA: sulfurs metàl·lics amb proporció M:S > 1:1 (principalment 2:1) amb coure, plata i/o or», juntament amb els minerals següents: calcocita, djurleïta, geerita, roxbyita, anilita, digenita, bornita, bellidoïta, berzelianita, athabascaïta, umangita, rickardita, weissita, acantita, mckinstryita, stromeyerita, jalpaïta, selenojalpaïta, eucairita, aguilarita, naumannita, cervel·leïta, hessita, chenguodaïta, henryita, stützita, argirodita, canfieldita, putzita, fischesserita, penzhinita, petrovskaïta, petzita, uytenbogaardtita, bezsmertnovita i bilibinskita.

## Formació i jaciments
Va ser descoberta l'any 1978 al dipòsit d'or d'Aginskoe, a l'óblast de Kamtxatka (Districte Federal de l'Extrem Orient, Rússia), en una zona secundària, associada a or i bilibinskita. També se n'ha trobat al dipòsit d'or de Manka i a Dalnii Vostok, tots dos indrets al Kazakhstan, a Salmchâteau (Província de Luxemburg, Bèlgica), a Sonora (Mèxic), a Pionerskoye (Tuvà, Rússia) i a Bisbee (Arizona, Estats Units). Sol trobar-se associada a altres minerals com: or, bilibinskita, bezsmertnovita, belyakinita i a tel·lururs de ferro, coure i plom.